# Metalbibeln

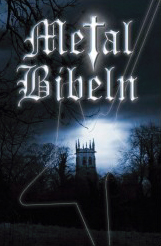
Metalbibelns omslag

Metalbibeln är en specialutgåva av Bibeln för personer som gillar hårdrock.
Metalbibeln innehåller Nya Testamentet samt livsberättelser från hårdrockare som berättar om vad Gud och Bibeln betyder för dem. Den har tryckts i 200 000 exemplar och finns på 10 språk. Metalbibeln ges ut av Bible for the Nations. Totalt innehåller Metalbibeln 128 sidor extramaterial. Initiativtagare och koordinator är Johannes Jonsson som tillsammans med Roul Åkesson (Bible For the Nations) tagit fram Metalbibeln. Första upplagan gavs ut 2005. 

## Medverkande
Nicko McBrain (Iron Maiden), Tommy Aldridge (Whitesnake), Brian Welsh (Korn), Rob Rock, Michael Sweet (Stryper), Ken Tamplin, Metal Pastor Bob Beeman (Sanctuary International), Karl Walfridsson (Pantokrator), Shadows of Paragon, Luke Renno (Crimson Thorn), Simon "Pilgrim" Rosén (Crimson Moonlight), Christian Rivel (Narnia, Divinefire), Matt Smith (Theocracy), Ulf Christiansson (Jerusalem), Michael Hero (Sons of Thunder, Hero), Björn Stigsson (Leviticus), Torbjörn Weinesjö (Veni Domine), Slav Simanic, Richard Lynch (Saint), Steve Rowe (Mortification), Ted Kirkpatrick (Tourniquet), Frank Bakken (Heaven, Sons og Thunder), Herbie Langhans & Mike Pflüger (Seventh Avenue), Carl Johan Grimmark (Narnia), Jani Stefanovic (Renascent), Scott Waters (Ultimatum), Batista (Antidemon), John Schlitt (Petra), Miguel Martinez (Exousia), Gabriela Sepúlveda (Boanerges), Rod Rivera & Johnny Bomma (Rivera/Bomma) med flera.